# أكسيد المنغنيز الثنائي والثلاثي
أكسيد المنغنيز الثنائي والثلاثي هو مركب كيميائي صيغته Mn3O4، وهو أحد أكاسيد عنصر المنغنيز؛ والذي يكون بحالتي أكسدة +2 و+3. يوجد هذا المركب في الشروط القياسية على هيئة مسحوق بلوري بني مسود.

## التحضير
يحضر المركب Mn3O4 من تسخين أي أكسيد للمنغنيز عند درجات حرارة تتجاوز 1000 °س.

## الخواص
يوجد المركب في الشروط القياسية على هيئة مسحوق بلوري بني مسود؛ وهو غير منحل في الماء.
للمركب بنية بلورية من نمط بنية الإسبينيل، لكنها تكون مشوهة وذلك بسبب تأثير يان-تيلر.
عند درجة حرارة الغرفة يكون أكسيد المنغنيز الثنائي والثلاثي ذا مغناطيسية مسايرة؛ ولكن عند درجات حرارة منخفضة تقع بين 41  و43 كلفن فإن المركب بصبح فريمغناطيسياً.

## الاستخدامات
يستخدم هذا المركب في صناعة مواد الفرّيت، مثل فريت المنغنيز والزنك؛ وكذلك المواد المغناطيسية الأخرى.